# Cantone di Hurigny
Il Cantone di Hurigny è una divisione amministrativa dell'Arrondissement di Mâcon.
È stato costituito a seguito della riforma approvata con decreto del 18 febbraio 2014, che ha avuto attuazione dopo le elezioni dipartimentali del 2015.

## Composizione
Comprende i 28 comuni di:
- Azé
- Berzé-la-Ville
- Bissy-la-Mâconnaise
- Burgy
- Bussières
- Charbonnières
- Chevagny-les-Chevrières
- Clessé
- Cruzille
- Fleurville
- Hurigny
- Igé
- Laizé
- Lugny
- Milly-Lamartine
- Montbellet
- Péronne
- Prissé
- La Roche-Vineuse
- Saint-Albain
- Saint-Gengoux-de-Scissé
- Saint-Martin-Belle-Roche
- Saint-Maurice-de-Satonnay
- La Salle
- Senozan
- Sologny
- Verzé
- Viré